# العقيدة الطحاوية (كتاب)
متن العقيدة الطحاوية المسماة بـ «بيان اعتقاد أهل السنة والجماعة» أحد أهم الكتب في بيان عقيدة أهل السنة والجماعة كما وردت في منبعيها الكتاب والسنة بعيداً عن الآراء والمذاهب. كتبها أبو جعفر الطحاوي المتوفى سنة 321هـ وقد شرحها كثير من العلماء.

## محتوى الكتاب

### المقدمة
| العقيدة الطحاوية (كتاب) | هذا ذكر بيان عقيدة أهل السنة والجماعة على مذهب فقهاء الملة، أبو حنيفة النعمان بن ثابت الكوفي، وأبو يوسف يعقوب بن إبراهيم الأنصاري، وأبي عبد الله محمد بن الحسن الشيباني، رضوان الله عليهم أجمعين، وما يعتقدون من أصول الدين ويدينون به رب العالمين. | العقيدة الطحاوية (كتاب) |

## مكانة المتن بين أهل السنة
لقي هذا المتن القبول عند كل مدارس أهل السنة والجماعة من الأشاعرة والماتريدية والسلفية وكل منهم يعتبره مفصحاً عن عقيدته. لذا وجدت شروحات عليه من كلا المدرستين الأشعرية والسلفية. يقول تاج الدين السبكي في معرض الحديث عن اعتقاد أصحاب المذاهب الفقهية الأربعة: «وهذه المذاهب الأربعة ولله الحمد والمنة في العقائد يدٌ واحدة، إلا مَـن لحق منها بأهل الاعتزال والتجسيم، وإلا فجمهورها على الحق يقرّون عقيدة أبي جعفر الطحاوي التي تلقاها العلماء سلفاً وخلفاً بالقبول ويدينون الله برأي شيخ السنة أبي الحسن الأشعري الذي لم يعارضه إلا مبتدع».

## شروحات العقيدة الطحاوية

### المدرسةالسلفية
- ابن أبي العز الحنفي، المتوفى سنة 792 هـ.
- سفر الحوالي، من المعاصرين.
- مولوي محمد يونس خالص نبي خيل الأفغاني الحنفي، المتوفى سنة 2006.

### المدرسةالأشعريةوالماتريدية
| اسم الكتاب                                                   | المؤلف                                                                                    | سنة وفاة المؤلف     | ملاحظات |
| ------------------------------------------------------------ | ----------------------------------------------------------------------------------------- | ------------------- | --- |
| بيان اعتقاد أهل السنة                                        | إسماعيل بن إبراهيم الشيباني الحنفي الماتريدي                                              | 629 هـ              | |
| النور اللامع والبرهان الساطع في شرح عقائد الإسلام            | نجم الدين منكوبرس الحنفي الماتريدي                                                        | 652 هـ              | |
|                                                              | شجاع الدين التركستاني الحنفي الماتريدي                                                    | 733 هـ              | |
| القلائد في شرح العقائد                                       | محمود القونوي الدمشقي الحنفي الماتريدي                                                    | 771 هـ              | |
| شرح العقيدة الطحاوية                                         | قاضي القضاة سراج الدين الغزنوي الهندي الحنفي الماتريدي                                    | 773 هـ              | علق عليه الشيخ حازم الكيلاني الحنفي الأزهري، وحققه د. محمد عبد القادر نصار. |
| شرح العقيدة الطحاوية                                         | أكمل الدين البابرتي الحنفي الماتريدي                                                      | 786 هـ              | ضبطه وعلق عليه عبد السلام بن عبد الهادي شنار. |
| شرح العقيدة الطحاوية                                         | المولى أبو عبد الله محمود بن محمد بن أبي إسحاق الحنفي الماتريدي القسطنطيني                |                     | أتم تألفيه سنة 916 هـ. |
| شرح عقائد الطحاوي                                            | محمد بن أبي بكر الغزّي الحنفي الماتريدي المعروف بابن بنت الحميري، من تلامذة الحافظ السخاوي | كان حياً سنة 881 هـ. | منه نسخة بخط المؤلف بالمكتبة الأجرية بدمشق، ويقع في خمسين صفحة، فرغ منه سنة 881 هـ. والمكتبة الأجرية تقع في حي العقيبة شرقي مسجد التوبة يفصل بينهما الطريق، ولا تزال إلى الآن عامرة يذهب إليها طلبة العلم، وتقام فيها الدروس. |
| شرح عقائد الطحاوي                                            | عبد الرحيم بن علي بن المؤيد الأماسي الرومي الحنفي الماتريدي، المعروف بشيخ زاده            | 944 هـ              | |
| نور اليقين في أصول الدين                                     | حسن كافي الأقحصاري الحنفي الماتريدي                                                       | 1025 هـ             | أتمه عند المحاصرة تحت قلعة استربون سنة 1014 هـ |
| شرح العقيدة الطحاوية                                         | عبد الغني الغنيمي الميداني الحنفي الماتريدي                                               | 1298 هـ             | ضبطه وعلق عليه عبد السلام بن عبد الهادي شنار. |
| إظهار العقيدة السنية في شرح العقيدة الطحاوية                 | عبد الله الهرري الشافعي الأشعري الصوفي                                                    | 1429 هـ             | |
| مختصر إظهار العقيدة السنية بشرح العقيدة الطحاوية             | إعداد قسم الأبحاث والدراسات الإسلامية في جمعية المشاريع الخيرية الإسلامية                 |                     | |
| الدرة البهية في حل ألفاظ العقيدة الطحاوية                    | عبد الله الهرري الشافعي الأشعري الصوفي                                                    | 1429 هـ             | |
| حاشية الكيفوني على الدرة البهية في حل ألفاظ العقيدة الطحاوية | سمير الكيفوني                                                                             |                     | |
| مختصر شرح العقيدة الطحاوية                                   | عمر عبد الله كامل                                                                         | 1436 هـ             | |
| البركان الجارف لشرح المجسم ابن أبي العز التالف               | عماد الدين جميل حليم الحسيني الشافعي الأشعري الماتريدي الصوفي                             |                     | |
| الشرح الكبير على العقيدة الطحاوية                            | سعيد فودة الشافعي الأشعري                                                                 |                     | |

## صور لبعض كتب شروح الطحاوية

شرح العقيدة الطحاوية لابن أبي العز، وهذا الشرح من أهم شروح السنية على ضوء معتقد السلف الصالح، ولكن يرى الأشاعرة والماتريدية أن هذا الشرح مخالف تماماً لعقائدهم.
شرح العقيدة الطحاوية وملحق في بطلان قيام الحوادث بذات الله تعالى: رسالة مقارنة بين رأي ابن تيمية ومتابعيه ورأي العقيدة الطحاوية للإمام شجاع الدين التركستاني الحنفي الماتريدي؛ حققها وكتب حواشيها جاد الله بسام صالح.
شرح عقيدة الإمام الطحاوي للإمام سراج الدين الغزنوي الهندي.
شرح العقيدة الطحاوية للإمام أكمل الدين البابرتي.
شرح العقيدة الطحاوية للإمام عبد الغني الغنيمي الميداني.
الدرة البهية في حل ألفاظ العقيدة الطحاوية للشيخ عبد الله الهرري المعروف بالحبشي، هو كتاب شرح فيه العقيدة الطحاوية شرحًا ليس على وجه الإطالة ولا الاختصار على ما تقتضيه أصول أهل السنة والجماعة.
إظهار العقيدة السنية بشرح العقيدة الطحاوية للشيخ عبد الله الهرري.
مختصر إظهار العقيدة السنية بشرح العقيدة الطحاوية.
مختصر شرح العقيدة الطحاوية من مؤلفات الدكتور عمر عبد الله كامل.
البركان الجارف لشرح المجسم ابن أبي العز التالف للشيخ الدكتور عماد الدين جميل حليم الحسيني.
الشرح الكبير على العقيدة الطحاوية للدكتور سعيد عبد اللطيف فودة.

## وصلات خارجية
- متن العقيدة الطحاوية
- شرح الطحاوية - المدرسة السلفية
- شرح الطحاوية - المدرسة الأشعرية